# Greeble

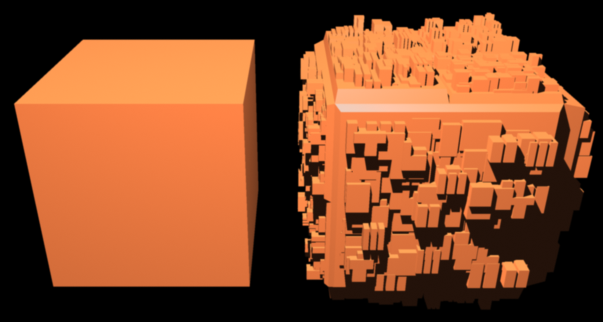
Ein Würfel (links) und eine Greeble-Version des Würfels (rechts)

Greeble ist ein Begriff, der Einzug in die Computergrafik gefunden hat. Er bezeichnet ein hinzugefügtes Detail, das die monotone Oberfläche eines Objekts visuell interessanter erscheinen lässt. Die Funktion der Greebles ist, den Eindruck von Komplexität zu erhöhen, damit der Blick des Betrachters – aus Interesse für das Besondere – daran hängen bleibt. Solcherart veränderte Oberflächen lassen ein Objekt auch größer erscheinen, da Greebles als kleinere Details eines größeren Objekts wahrgenommen werden. Diese Details können aus einfachen geometrischen Körpern wie Zylindern, Würfeln oder anderen Platonischen Körpern bestehen, die in Kombination detaillierte, aber bedeutungslose Oberflächenstrukturen schaffen.
Bei visuellen Spezialeffekten in Filmen werden Greebles zum Beispiel eingesetzt bei der Gestaltung der Oberfläche von Raumschiffen, der Haut von prähistorischen Tieren oder um Gebäude fremd und „organisch“ aussehen zu lassen.

## Etymologie und Greeble-ähnliche Begriffe
Die derzeit erste dokumentierte Verwendung des Begriffs „Greeble“ stammt von den Mitarbeitern der Spezialeffekte-Gruppe, die für den Film Star Wars tätig war; aus dieser Gruppe ging später Industrial Light & Magic hervor. Sie beschrieben diese Design-Methode auch als „Eingeweide nach außen“ (guts on the outside). Der Plural von Greeble ist Greebles; ein Objekt mit Greebles zu versehen, wird als Greebling bezeichnet.
Nurnie hat eine ähnliche Bedeutung und es wird angenommen, dass Ron Thornton diesen Begriff  einführte, mit dem er ein CGI-Detail bezeichnete, die sein Unternehmen Foundation Imaging für die Science-Fiction-Serie Babylon 5 verwendete.
Bereits 1968, während der Produktion von 2001: A Space Odyssey, wurden sogenannte Wiggets ohne Hilfe von Computern auf die Oberfläche von Raumschiffmodellen aufgebracht, um den besonderen Effekt von Größe und Komplexität zu erzeugen.

## Anwendungen von Greebles
In nicht-virtuellen Anwendungen können Greebles aus sehr unterschiedlichen Materialien bestehen, zum Beispiel aus Holz- oder Kunststoffteilen; einige Modellbausätze verwenden Bauteile mit ge-greeble-ter Oberfläche. Bei den Arbeiten zu Star Wars bestand das Original des Imperial Star Destroyer aus einem Sperrholzrahmen, der mit Polystyrol-Elementen umkleidet war. Strukturgebende Schnitte allein im Polystyrol ließen das Schiff aber kahl aussehen. Daher wurden Bausätze gekauft und Stücke davon direkt oder nach dem Zurechtschneiden auf die Oberflächen des Schiffes aufgebracht. Der letztendliche Effekt war, dass das Schiff durch diese Oberflächenveränderungen für den Betrachter realer und glaubwürdiger erschien. Die Greebles selber dienten keinem anderen Zweck als die leere Oberfläche zu füllen (obwohl später durch „technische Illustratoren“ oder in „Star-Wars-Spezialliteratur“ einigen dieser Greebles eine besondere „technische Funktion“ zugeordnet wurde).
Ein weiteres Beispiel für die Verwendung von Greebles war das Battlestar-Galactica-Modell für die ursprüngliche Serie in den 1970er Jahren, bei dessen Rumpfgestaltung Teile verschiedener Bausätze – darunter die des Apollo-Orbiters, der Saturn-Rakete, von F-16-Kampfflugzeugen und verschiedenen Panzern – verwendet wurden.
In diesen ersten Anwendungen wurde Greebling meist bei der Gestaltung von riesigen, fliegenden Städten vergleichbaren Raumschiffen verwendet. Bei Star Trek findet man diese Technik bei den würfelförmigen Schiffen der Borg und auch die Ausstattung und die Accessoires der Borg-Drohnen folgten dem gleichen Prinzip.

## Greebling– Automatische Greeble-Erzeugung
In der 3D-Computergrafik können Greebles durch spezielle Software automatisch eingefügt werden, um die zeitaufwendige manuelle Erstellung einer großen Anzahl von genau definiertenen Geometrien zu vermeiden. Die Automatisierung dieses langwierigen, sich wiederholenden Vorgangs lohnt sich besonders dann, wenn kein hohes Maß an Kontrolle erforderlich ist oder wenn die Greebles in der Finalversion der Grafik nicht besonders nahe gezeigt werden.
Die meisten derartigen Computerprogramme arbeiten mit der Unterteilung der zu bearbeitenden Gesamtfläche in kleinere Unterbereiche, erzeugen dann darin neue Details und wiederholen diesen Vorgang der Auswahl, Veränderung und erneuter Auswahl in Rekursion, bis ein vorher festgelegtes „Detail-Niveau“ erreicht wird. Ähnliche Algorithmen werden bei der Erstellung von fraktalen Oberflächen verwendet.